# سارة روبنز
سارة ريبيكا روبينز (من مواليد 30 يوليو 1992)، هي لاعبة كرة قدم كندية من مونتريال، كيبيك. لعبت آخر مرة لفريق بورتلاند ثورنز إف سي في دوري كرة القدم النسائية الوطني.

## وصلات خارجية
- سارة روبنز على موقع الاتحاد الدولي (مؤرشف)  (الإنجليزية)
- سارة روبنز على موقع قاعدة بيانات كرة القدم.إي يو (الإنجليزية)
- سارة روبنز على موقع Soccerway.com (الإنجليزية)